# Dyschoriste matopensis
Dyschoriste matopensis là một loài thực vật có hoa trong họ Ô rô. Loài này được N.E.Br. mô tả khoa học đầu tiên năm 1906.